# Chiesa di Santa Maria delle Grazie (Santomenna)
La chiesa di Santa Maria delle Grazie è un edificio religioso di Santomenna, in provincia di Salerno. Dedicata alla Madonna delle Grazie, è la chiesa madre e parrocchiale del comune e sorge a sud del centro abitato, di fronte al municipio e sulla Strada Provinciale 33 che collega Castelnuovo di Conza con Laviano.

## Storia
La chiesa è originaria del XIII secolo, venne ultimata nel 1575. Tra il 1647 ed il 1650 vi furono ulteriori ampliamenti, con arricchimenti alla struttura in stile barocco, per volontà dell'arcivescovo Ercole Rangone. Colpita dal terremoto del 23 novembre 1980, nel quale Santomenna fu uno dei comuni più devastati, la chiesa venne ristrutturata negli anni successivi. Il campanile, di epoca normanna, è l'unica parte dell'edificio rimasta interamente originale, e presentante tracce di differenti stili architettonici accumulatisi nel corso dei secoli.